# Peso sin combustible
El peso sin combustible (ZFW) de una aeronave es el peso total del avión y todo su contenido, menos el peso total del combustible utilizable a bordo. El combustible no utilizable se incluye en el ZFW.
Recuerde las contribuciones de los componentes del peso de despegue: 
{\displaystyle OEW+PL+FOB=TOW}
Donde OEW es el peso operativo en vacío (que es una característica del avión), PL es la carga útil realmente embarcada, y FOB el combustible realmente embarcado y TOW el peso real de despegue. 
ZFW también se define como OEW + PL. La fórmula anterior se convierte en:
{\displaystyle ZFW+FOB=TOW}.
Para muchos tipos de aviones, las limitaciones de aeronavegabilidad incluyen un peso máximo sin combustible. Esta limitación se especifica para garantizar que los momentos de flexión en los encastres de las alas no sean excesivos durante el vuelo. Cuando la aeronave se carga antes del vuelo, el peso sin combustible no debe exceder el peso máximo sin combustible.

## Peso máximo sin combustible
El peso máximo sin combustible (MZFW) es el peso máximo permitido antes de cargar el combustible utilizable y otros agentes utilizables especificados (líquido de inyección del motor y otros agentes de propulsión consumibles) en secciones definidas de la aeronave, según lo limitado por los requisitos de resistencia y aeronavegabilidad. Puede incluir combustible utilizable en tanques específicos cuando se transporta en lugar de carga útil. La adición de artículos utilizables y consumibles al peso sin combustible debe realizarse de acuerdo con las regulaciones gubernamentales aplicables, de modo que no se excedan los requisitos de estructura y aeronavegabilidad del avión.
Si las limitaciones aplicables a un tipo de avión de la categoría de transporte incluyen un peso máximo sin combustible, debe especificarse en el Manual de vuelo del avión y la hoja de datos del «certificado de tipo» del tipo de avión.

### Peso máximo sin combustible en operaciones aéreas
Cuando se carga una aeronave con tripulación, pasajeros, equipaje y carga, es muy importante asegurarse de que el peso máximo sin combustible no exceda el peso máximo con combustible. Cuando se carga una aeronave con combustible, es muy importante asegurarse de que el peso de despegue no exceda el peso máximo permitido de despegue.
MZFW: El peso máximo permitido de una aeronave sin combustible ni aceite desechables.
{\displaystyle ZFW+FOB=TOW}
donde FOB es el combustible a bordo.
Para cualquier aeronave con un MZFW definido, la carga útil máxima ({\displaystyle PL_{max}}) puede calcularse como el MZFW menos el OEW (peso en vacío operativo)
{\displaystyle PL_{max}=MZFW-OEW}

### Peso máximo sin combustible en la certificación de tipo
El peso máximo sin combustible es un parámetro importante para demostrar el cumplimiento de los criterios de diseño de ráfagas para aviones de categoría de transporte.

## Alivio de flexión de las alas
En los aviones de ala fija, el combustible suele transportarse en las alas. Mientras el avión está en el aire, el peso en las alas no contribuye tan significativamente al momento flector en el ala como lo hace el peso en el fuselaje. Esto se debe a que la sustentación de las alas y el peso del fuselaje doblan las puntas de las alas hacia arriba y las raíces de las alas hacia abajo; pero el peso de las alas, incluido el peso del combustible en las alas, doblan las puntas de las alas hacia abajo, aliviando el efecto de flexión en el ala.
Teniendo en cuenta el momento de flexión en la raíz del ala, la capacidad de peso adicional en las alas es mayor que la capacidad de peso adicional en el fuselaje. Los diseñadores de aviones pueden optimizar el peso máximo de despegue y evitar la sobrecarga en el fuselaje especificando un MZFW. Esto se suele hacer en aviones grandes con alas en voladizo. Los aviones con alas con tirantes consiguen un alivio sustancial de la flexión del ala al aplicar la carga del fuselaje por el tirante a mitad de la distancia entre ejes del ala. No se puede conseguir un alivio adicional de la flexión del ala mediante la colocación particular del combustible. Por lo general, no se especifica el MZFW para un avión con ala con tirantes.
La mayoría de los aviones pequeños no tienen un MZFW especificado entre sus limitaciones. Para estos aviones con alas en voladizo, el caso de carga que debe considerarse al determinar el peso máximo de despegue es el avión con cero combustible y toda la carga disponible en el fuselaje. Con cero combustible en el ala, el único alivio de flexión del ala se debe al peso del ala.